# Jonathan Katz (acteur)
Jonathan Paul Katz (New York, 1 december 1946) is een Amerikaanse comedian, acteur en stemacteur. Hij is vooral bekend van zijn rol in Dr. Katz, Professional Therapist als Dr. Katz.
In 1996 werd Katz gediagnosticeerd met multiple sclerose.